# Fenitrotion
Fenitrotion – organiczny związek chemiczny będący insektycydem z grupy związków fosforoorganicznych. Wchodzi w skład preparatów owadobójczych. Jest szkodliwy dla człowieka, obniża aktywność esterazy cholinowej krwi.